# Moravská Cikánka

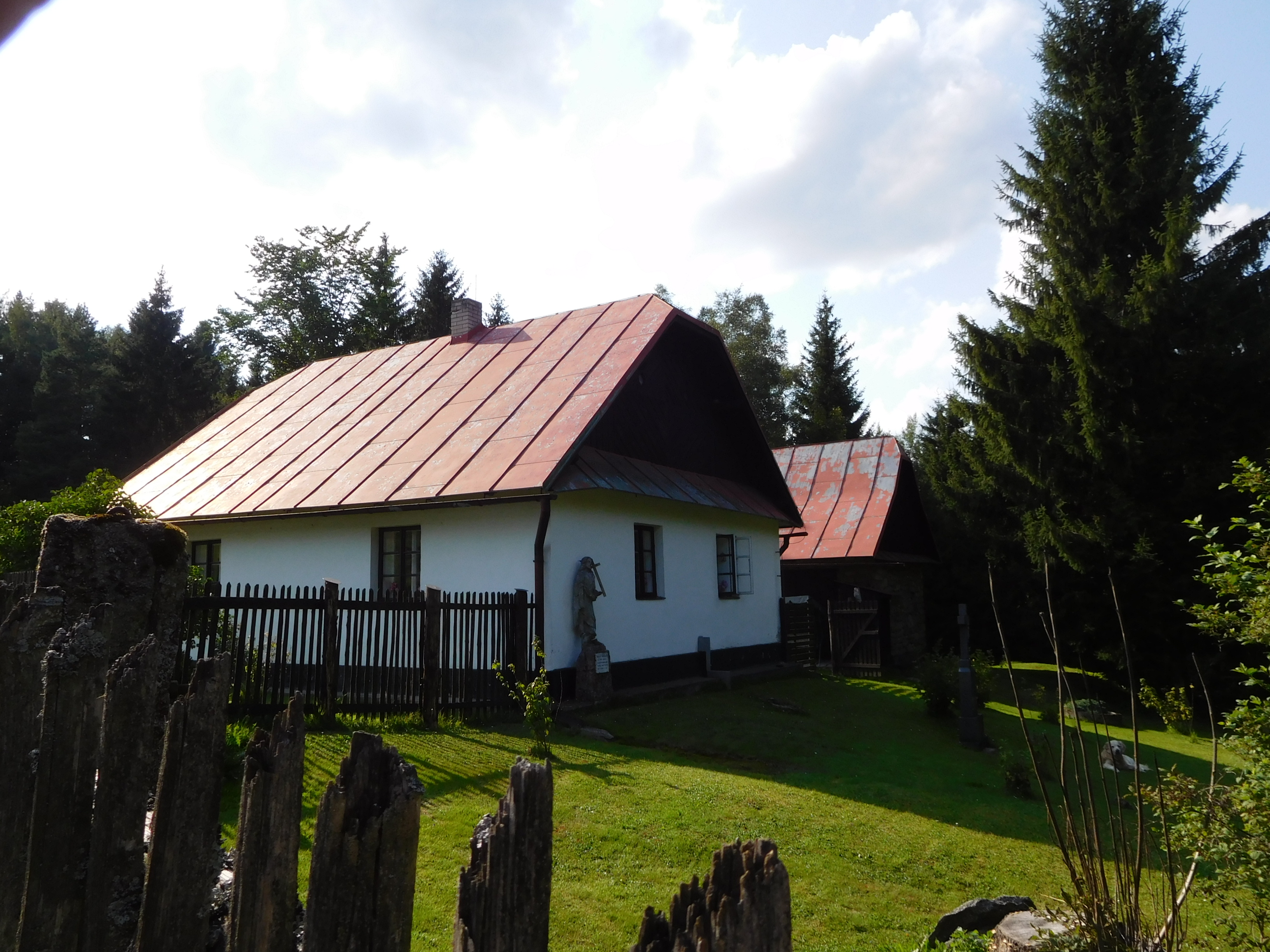
Haus Nr. 12

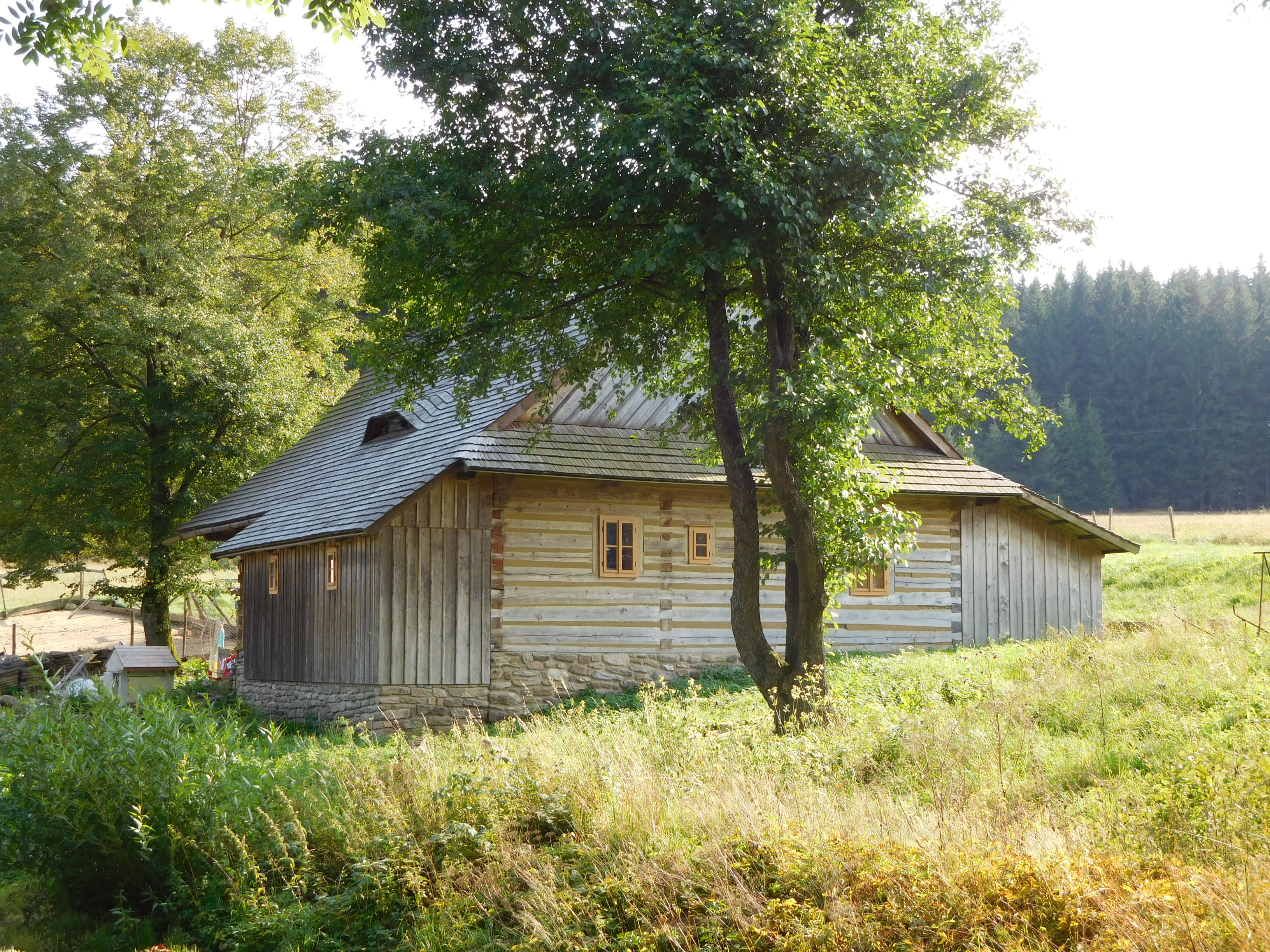
Gezimmertes Haus Nr. 7

Moravská Cikánka (deutsch Mährisch Cikanka, 1939–45 Mährisch Zikanka, in Übersetzung „Mährische Zigeunerin“) ist ein Ortsteil der Stadt Svratka in Tschechien. Er liegt einen Kilometer südöstlich von Svratka und gehört zum Okres Žďár nad Sázavou.

## Geographie
Moravská Cikánka befindet sich im Zentrum der Saarer Berge. Die Streusiedlung liegt rechtsseitig der Svratka an den Hängen des Hügels V Dolíku. Durch den Ort führt die Staatsstraße II/354 zwischen Svratka und  Sněžné. Nördlich erhebt sich der Louckého kopec (701 m n.m.), im Nordosten der Karlštejn (783 m n.m.), östlich der Zkamenělý zámek (752 m n.m.) sowie südlich der U Osla (709 m n.m.).
Nachbarorte sind Česká Cikánka im Norden, Karlštejn im Nordosten, Pustá Rybná im Osten, Březiny und České Křižánky im Südosten, Cikanecká und Moravské Křižánky im Süden, Zadní Hůra und Přední Hůra im Südwesten, Moravská Svratka im Westen sowie Svratka im Nordwesten.

## Geschichte
Der Lauf der Svratka bildete hier die historische Grenze zwischen Böhmen und Mähren. Nachdem 1717 auf der böhmischen Seite der Svratka ein Hammerwerk gegründet worden war, entstanden um 1720 auch auf dem Gebiet der mährischen Herrschaft Neustadtl einige Chaluppen. Die neue Siedlung wurde ebenfalls Cikanka genannt und an das mährische Dorf Svratka angeschlossen. Bis zur Mitte des 19. Jahrhunderts blieb Cikanka immer der Herrschaft Neustadtl untertänig.
Nach der Aufhebung der Patrimonialherrschaften bildete Cikánka/Cikanka ab 1850 einen Ortsteil der Gemeinde Křižánky im Gerichtsbezirk Neustadtl. Ab 1862 gehörte das Dorf zum Bezirk Neustadtl. In den 1880er Jahren wurde der heutige Ortsname Moravská Cikánka eingeführt, zugleich erhielt auch die Gemeinde den neuen Namen Moravské Křižánky.
1950 wurde Moravská Cikánka nach Svratka umgemeindet und dem böhmischen Okres Hlinsko zugeordnet. Seit 1960 gehört die Ansiedlung zum Okres Žďár nad Sázavou.

## Gemeindegliederung
Der Ortsteil bildet einen Katastralbezirk.

## Sehenswürdigkeiten
- Gezimmerte Chaluppe Nr. 7, Denkmal